# Універсальна властивість
У багатьох галузях математики корисну конструкцію часто можна розглядати як «найбільш ефективний розв'язок» певної проблеми. Означення універсальної властивості використовує мову теорії категорій, щоб зробити це твердження точним і вивчати його теоретичними методами.
Універсальні властивості багатьох топологічних конструкцій були описані П'єром Самюелем у 1948 році. Пізніше вони активно використовувалися Бурбакі. Тісно пов'язана концепція спряжених функторів була незалежно запропонована Даніелем Каном у 1958 році.
Концепція універсальної властивості широко використовується у багатьох галузях математики. Розуміння конкретних прикладів є важливим для розуміння абстрактного поняття універсальної властивості. Серед найважливіших прикладів зокрема є: прямий добуток і кодобуток, вільна група, група Гротендіка , компактифікація Стоуна — Чеха, тензорний добуток, пряма границя і обернена границя, ядро і коядро, розшарований добуток і розшарований кодобуток, вирівнювач і ковирівнювач.

## Мотивація
Перш ніж давати формальне означення, запропонуємо деяку мотивацію для вивчення подібних конструкцій.
- Конкретний опис деякої конструкції може бути довгим і складним але якщо конструкція задовольняє універсальну властивість, часто можна забути про деталі її опису; все, що потрібно для виведення основних її властивостей, вже міститься в універсальній властивості. Доведення при цьому часто стають коротшими і більш  елегантними, якщо в них використовується універсальна властивість, а не конкретні деталі побудови. Наприклад, тензорну алгебру векторного простору будується в кілька кроків, тоді як з її універсальну властивість використовувати набагато простіше.
- Універсальної властивості достатньо, щоб визначити об'єкт з точністю до ізоморфізму. Таким чином, з'являється ще один спосіб довести, що два об'єкти ізоморфні, а саме довести, що вони задовольняють однакову універсальну властивість.
- Універсальні властивості поширені в багатьох галузях математики. Вивчивши їх абстрактні властивості, можна отримати інформацію про всі подібні конструкції і уникнути повторення одного і того ж аналізу в кожному конкретному випадку.

## Формальне означення
Нехай U: D → C — функтор з категорії D в категорію C, а X — об'єкт категорії C. Розглянемо наступні подвійні визначення:

Універсальним морфізмом (або у даному випадку початковим морфізмом чи початковою стрілкою) з X у U називається пара (A, φ), де A — об'єкт категорії D і φ: X → U(A) — морфізм у категорії C, такий що виконується початкова властивість:
- Для будь-якого Y — об'єкта категорії D і f: X → U(Y) — морфізма в категорії C , існує єдиний морфізм g: A → Y такий, що діаграма нижче є комутативною:

Універсальним морфізмом (або у даному випадку термінальним морфізмом або термінальною стрілкою) з U у X називається пара (A, φ), де A — об'єкт категорії D і φ: U(A) → X — морфізм в категорії C, такий що виконується термінальна властивість:
- Для будь-якого Y — об'єкта категорії D і f: U(Y) → X — морфізма категорії C, існує єдиний морфізм g: Y → A, такий що діаграма нижче є комутативною:

## Означення за допомогою кома категорій
Означення універсальних морфізмів можна дати за допомогою ініціальних і термінальних об'єктів кома категорій.
Нехай {\displaystyle F:C\to D} є функтором і {\displaystyle X} — об'єктом категорії {\displaystyle D}. За означенням кома категорія {\displaystyle (X\downarrow F)} є категорією у якій
- Об'єктами є пари виду{\displaystyle (B,f:X\to F(B))}, де {\displaystyle B} є об'єктом категорії {\displaystyle C}
- Морфізм із {\displaystyle (B,f:X\to F(B))} у {\displaystyle (B',f':X\to F(B'))} задається морфізмом {\displaystyle h:B\to B'} у {\displaystyle C} для якого діаграма нижче комутує:

Припустимо, що {\displaystyle (A,u:X\to F(A))} є ініціальним об'єктом у {\displaystyle (X\downarrow F)}. Тоді для кожного об'єкта {\displaystyle (A',f:X\to F(A'))} існує єдиний морфізм {\displaystyle h:A\to A'} для якого діаграма нижче комутує.
Діаграма з правої сторони є такою ж, як і діаграма в означенні універсального морфізма з {\displaystyle X} у {\displaystyle F}. Тому універсальний морфізм із {\displaystyle X} у {\displaystyle F} є еквівалентним ініціальному об'єкту кома категорії {\displaystyle X\downarrow F}.
Натомість кома категорією {\displaystyle (F\downarrow X)} є категорія в якій
- Об'єктами є пари виду {\displaystyle (B,f:F(B)\to X)} де {\displaystyle B} є об'єктом категорії {\displaystyle C}
- Морфізм із {\displaystyle (B,f:F(B)\to X)} у {\displaystyle (B',f':F(B')\to X)} задається морфізмом {\displaystyle h:B\to B'} у {\displaystyle C} для якого діаграма нижче комутує:

Нехай {\displaystyle (A,u:F(A)\to X)} є термінальним об'єктом у {\displaystyle (F\downarrow X)}. Тоді для кожного об'єкта {\displaystyle (A',f:F(A')\to X)} існує єдиний морфізм {\displaystyle h:A'\to A} для якого діаграма нижче комутує.
Діаграма з правої сторони є такою ж, як і діаграма в означенні універсального морфізма з {\displaystyle F} у {\displaystyle X}. Тому універсальний морфізм із {\displaystyle F} у {\displaystyle X} є еквівалентним термінальному об'єкту кома категорії {\displaystyle F\downarrow X}.

## Приклади

### Тензорні алгебри
Нехай C — категорія векторних просторів над полем K і D — категорія асоціативних алгебр над K. Розглянемо забуваючий функтор
U : K-Alg → K-Vect
що зіставляє кожній алгебрі відповідний векторний простір.
Для довільного об'єкта X з K-Vect — векторному простору V — можна отримати його тензорну алгебру T(V). А саме, вона характеризується наступними універсальним властивістю:
«Будь-яке лінійне відображення з V у K-алгебру A може бути єдиним чином продовжено до гомоморфізму алгебр T(V) → A.»
Це твердження описує універсальну властивість тензорної алгебри, тобто той факт, що пара (T(V), i), де i : V → T(V) — стандартне вкладення, є початковою стрілкою з векторного простору V у функтор U. Ми отримали функтор T з K-Vect у K-Alg Це означає, що T є лівим спряженим функтором забуваючого функтора U (див. розділ «зв'язок із спряженими функторами»).

### Добутки
Добуток у теорії категорій можна охарактеризувати його універсальним властивістю. А саме: нехай X і Y — об'єкти категорії D, а C — добуток категорій D × D. Визначимо діагональний функтор
Δ : D → D × D
як Δ(X) = (X, X) і Δ(f : X → Y) = (f, f). Тоді якщо (A, φ) - термінальна стрілка з Δ у (X, Y) — об'єкт категорії D × D, то A — об'єкт категорії D, який називається прямим добутком X × Y, а φ — пара проєкцій
π1 : X × Y → X
π2 : X × Y → Y.

## Властивості

### Існування і єдиність
Для певної універсальної властивості може не існувати об'єкта, який їй задовольняє. Проте якщо такий (A, φ) існує, то він є єдиним із точністю до єдиного ізоморфізму. Перевіримо це для випадку початкової стрілки: якщо (A′, φ′) — інша така пара, то існує єдиний ізоморфізм  k: A → A′ такий що φ′ = U(k)φ. Це легко побачити, замінивши (Y, f) з означення початкової властивості на (A′, φ′).

### Еквівалентні формулювання
Означення універсальної властивості можна дати багатьма еквівалентними способами. Нехай U — функтор з D у C, X — об'єкт категорії С. Тоді такі формулювання є еквівалентними:
- (A, φ) — початкова стрілка з X в U
- (A, φ) — початковий об'єкт категорії коми ( X v U)
- (A, φ) зображує функтор HomC(X, U—),

Подібно можна дати двоїсті формулювання.

### Зв'язок зі спряженими функторами
Нехай (A1, φ1) — початкова стрілка із X1 у U і (A2, φ2) — початкова стрілка з X2 в U. За початковою властивістю будь-якому морфізму h: X1 → X2 відповідає єдиний морфізм g: A1 → A2, такий що діаграма нижче є комутативною:
Якщо кожен об'єкт Xi категорії C допускає початкову стрілку в U, то відповідності {\displaystyle X_{i}\mapsto A_{i}} і {\displaystyle h\mapsto g} визначають функтор V з C у D. А відображення φi тоді визначають натуральне перетворення з 1C (тотожний функтор C) у  UV . Функтори (V, U) утворюють пару спряжених функторів. Аналогічні твердження є справедливими в двоїстій ситуації термінальних морфізмів з U, у цьому випадку (U, V) будуть парою спряжених функторів.
Насправді всі пари спряжених функторів одержуються із конструкцій такого виду. Нехай F: С → D і G: D → C — пара спряжених функторів з одиницею η і коодиницею ε (див. Статтю спряжені функтори). Тоді існують універсальні морфізми для кожного об'єкта категорій C і D:
- Для кожного об'єкта X з C, (F(X), ηX) — початкова стрілка з X у G. Тобто для всіх f: X → G(Y) існує єдиний g: F(X) → Y, для якого такі діаграми комутують.
- Для кожного об'єкта Y ізD , (G(Y), εY) — термінальна стрілка з F у Y. Тобто для всіх g: F(X) → Y існує єдиний f: X → G(Y), для якого такі діаграми комутують.

Універсальні конструкції є більш загальними, ніж конструкції спряжених функторів: універсальна конструкція схожа на задачу оптимізації, а пара спряжених функторів визначена, тільки якщо ця задача має розв'язок для всіх об'єктів категорії.